# Karol Bedorf
Karol Bedorf (ur. 27 września 1983 w Szczecinie) – polski zawodnik brazylijskiego jiu-jitsu i mieszanych sztuk walki wagi ciężkiej. W latach 2013–2016 międzynarodowy mistrz KSW w wadze ciężkiej.

## Kariera grapplerska
Jest utytułowanym grapplerem, specjalizującym się w brazylijskim jiu-jitsu (BJJ), które trenuje w szczecińskim klubie Berserker’s Team Poland. W 2006 roku został mistrzem Polski w BJJ oraz wicemistrzem kraju w submission fightingu. Trzykrotnie wywalczył mistrzostwo Europy BJJ w kategorii najcięższej (+100,5 kg; 2006, 2007, 2008), a także raz triumfował w kategorii absolutnej (2006) w klasie purpurowych pasów.
W 2007 roku zajął drugie miejsce w kategorii +99 kg w europejskich kwalifikacjach do mistrzostw świata Abu Dhabi Combat Club, ulegając jedynie Finowi Janne Pietilainenowi. Za dobrą postawę w turnieju otrzymał dziką kartę, dzięki której wystartował w mistrzostwach świata w Trenton. Doszedł w nich do ćwierćfinału, w którym przegrał z późniejszym złotym medalistą, Fabricio Werdumem. W 2009 roku, podczas kwalifikacji do kolejnej edycji tych zawodów zajął 3. miejsce i ponownie otrzymał dziką kartę. Z rozgrywanych w Barcelonie mistrzostw został wyeliminowany w 1/16 finału przez Jeffa Monsona.
W 2018 roku otrzymał z rąk trenera Piotra Bagińskiego promocję na czarny pas w BJJ.

## Kariera MMA

### Początki w KSW i FCM
Karol Bedorf zadebiutował w mieszanych sztuk walki na KSW 8, 10 listopada 2007 roku. W pierwszej walce pokonał zwycięzcę KSW 5, Francisa Carmonta przez jednogłośną decyzje po 2 rundach i dogrywce, a w następnej walce przegrał przez poddanie ze zwycięzcą tego turnieju Aleksiejem Olejnikiem.
Następne dwie walki stoczył na gali FCM XXL Cage Tournament, gdzie brał udział w ośmioosobowym turnieju jako zawodnik rezerwowy. W pierwszej walce pokonał Niemca Alexandra Schmidta przez poddanie w pierwszej rundzie, a w finale wygrał przez TKO z innym Niemcem, Bashkimem Gashim. Miesiąc później stoczył walkę na gali PAMMAA, podczas której wygrał ze Slavomirem Molnarem. Kolejne zwycięstwo odniósł na gali Pro Fight 3 z Litwinem Mindaugasem Maskvytisem, którego poddał w 1. rundzie.

### Powrót do KSW
Następną szansę walki na KSW dostał w grudniu 2009 roku, gdy wziął udział w ośmioosobowym turnieju w kategorii do 105 kg (Bedorf na wagę wniósł 106 kg i miał 2 godziny na zejście do 105). W pierwszej walce stoczył pojedynek z najlżejszym zawodnikiem turnieju Arunasem Viliasem, którego pokonał przez poddanie w 2. rundzie. Doznał przy tym kontuzji, co wykluczyło go z dalszego udziału w turnieju.
Po ponad dwuletniej przerwie wrócił do KSW. W marcu 2011 roku przegrał przez jednogłośną decyzję z innym specjalistą brazylijskiego jiu-jitsu, Katalończykiem Rogentem Lloretem.
25 lutego 2012 roku, na gali KSW 18, dostał szansę walki ze zwycięzcą turnieju KSW w wadze ciężkiej, Davidem Olivią. Pokonał go przez jednogłośną decyzję sędziów. 15 września na jubileuszowej dwudziestej gali KSW pokonał Amerykanina Karla Knothe'a po 3. rundowym pojedynku.
16 marca 2013 roku pokonał na punkty w eliminatorze do walki o pas wagi ciężkiej Brytyjczyka, Oli Thompsona. Do walki o pas doszło 28 września na KSW 24, rywalem Bedorfa był mistrz olimpijski z Atlanty w judo Paweł Nastula. Bedorf zwyciężył przed czasem (TKO – niezdolność do kontynuowania walki) w 2. rundzie i zdobył inauguracyjne mistrzostwo KSW w wadze ciężkiej.
4 października 2014 obronił pierwszy raz pas mistrza wagi ciężkiej, nokautując kopnięciem na wątrobę członka słynnej rodziny Gracie, specjalistów od bjj Rolesa Gracie. Po walce stwierdzono u Gracie złamanie żeber na skutek kopnięcia.
23 maja 2015 na gali KSW 31: Materla vs. Drwal stoczył walkę z legendą K-1 Australijczykiem Peterem Grahamem, którą wygrał przez jednogłośną decyzję sędziów.
W swojej 2 obronie pasa mistrza wagi ciężkiej na gali KSW 33: Materla vs. Khalidov znokautował przez wysokie kopnięcie na głowę jednego z najlepszych zawodników wagi ciężkiej w Polsce Michała Kitę.
2 kwietnia 2016 roku podczas organizowanego Forum MMA otrzymał statuetkę Heraklesa za Nokaut Roku (na Michale Kicie).
3 grudnia 2016, na KSW 37: Circus of Pain, przegrał z Brazylijczykiem Fernando Rodriguesem Jr. przez TKO w 2. rundzie, tracąc tytuł wagi ciężkiej, który dzierżył od trzech lat.
9 czerwca 2018 podczas gali KSW 44: The Game w ERGO Arenie w Gdańsku stoczył walkę z Mariuszem Pudzianowskim. Walka była eliminatorem do walki o mistrzostwo KSW w wadze ciężkiej. Pojedynek Bedorf wygrał w drugiej minucie pierwszej rundy przez poddanie (kimura).
6 października 2018 na gali w Londynie KSW 45: The Return To Wembley, został poddany przez (americane) w walce o pas przez mistrza tej dywizji Philia de Friesa.
18 maja 2019 podczas gali KSW 49 został znokautowany przez "Polskiego Pitbulla" Damiana Grabowskiego w 2 rundzie pojedynku.

## Osiągnięcia

### Mieszane sztuki walki
- 2007: KSW 8 – półfinalista turnieju wagi ciężkiej
- 2008: FCM – XXL Cage Tournament – 1. miejsce w turnieju wagi ciężkiej
- 2016: Herakles za Nokaut Roku (na Michale Kicie)
- 2013–2016: międzynarodowy mistrz KSW w wadze ciężkiej (-120 kg)

### Brazylijskie jiu-jitsu
- 2006: Mistrzostwa Europy IBJJF w bjj – 1. miejsce w kat. +100,5 kg oraz 1. miejsce w kat. absolutnej
- 2007: Mistrzostwa Europy IBJJF w bjj – 1. miejsce w kat. +100,5 kg
- 2008: Mistrzostwa Europy IBJJF w bjj – 1. miejsce w kat. +100,5 kg
- 2018: Czarny pas[6]

### Submission fighting
- 2007: IV Mistrzostwa Polski ADCC – 2. miejsce w kat. +98,9 kg[29].
- 2007: ADCC European Trials – 2. miejsce w kat. +99 kg
- 2009: ADCC European Trials – 3. miejsce w kat. +99 kg

## Lista walk MMA
| Wynik     | Bilans | Przeciwnik (bilans przed walką)   | Rozstrzygnięcie                     | Runda | Czas | Rozgrywki                            | Data       | Miejsce       | Uwagi                                                                                          |
| --------- | ------ | --------------------------------- | ----------------------------------- | ----- | ---- | ------------------------------------ | ---------- | ------------- | ---------------------------------------------------------------------------------------------- |
| Przegrana | 15-5   | Damian Grabowski (21-5)           | TKO (ciosy pięściami w parterze)    | 2     | 3:56 | KSW 49: Soldić vs. Kaszubowski       | 18.05.2019 | Gdańsk/Sopot  |                                                                                                |
| Przegrana | 15-4   | Phil De Fries (15-6)              | Poddanie (americana)                | 2     | 4:26 | KSW 45: The Return to Wembley        | 06.10.2018 | Londyn        | Pojedynek o mistrzostwo KSW w wadze ciężkiej. Main Event                                       |
| Wygrana   | 15-3   | Mariusz Pudzianowski (12-5. 1 NC) | Poddanie (kimura)                   | 1     | 1:51 | KSW 44: The Game                     | 09.06.2018 | Gdańsk/ Sopot | Eliminator do walki o międzynarodowe mistrzostwo KSW w wadze ciężkiej. Main Event              |
| Przegrana | 14-3   | Fernando Rodrigues Jr. (10-2)     | TKO (ciosy pięściami)               | 2     | 2:25 | KSW 37: Circus of Pain               | 03.12.2016 | Kraków        | Stracił mistrzostwo KSW w wadze ciężkiej. Main Event                                           |
| Wygrana   | 14-2   | James McSweeney (15-13)           | TKO (ciosy pięściami oraz kolanami) | 1     | 3:33 | KSW 34: New Order                    | 05.03.2016 | Warszawa      | Obronił mistrzostwo KSW w wadze ciężkiej. Bonus za walkę wieczoru. Main Event                  |
| Wygrana   | 13-2   | Michał Kita (16-7)                | KO (wysokie kopnięcie na głowę)     | 2     | 2:46 | KSW 33: Materla vs. Khalidov         | 28.11.2015 | Kraków        | Obronił mistrzostwo KSW w wadze ciężkiej. Bonus za nokaut wieczoru. Co-Main Event              |
| Wygrana   | 12-2   | Peter Graham (11-8)               | Decyzja (jednogłośna)               | 3     | 5:00 | KSW 31: Materla vs. Drwal            | 23.05.2015 | Gdańsk/Sopot  |                                                                                                |
| Wygrana   | 11-2   | Rolles Gracie (8-2)               | TKO (kopnięcie okrężne na tułów)    | 1     | 4:34 | KSW 28: Fighters Den                 | 04.10.2014 | Szczecin      | Obronił mistrzostwo KSW w wadze ciężkiej. Main Event                                           |
| Wygrana   | 10-2   | Paweł Nastula (5-4)               | TKO (niezdolność do walki)          | 2     | 2:25 | KSW 24: Starcie Gigantów             | 28.09.2013 | Łódź          | Zdobył międzynarodowe mistrzostwo KSW w wadze ciężkiej. Bonus za walkę wieczoru. Co-Main Event |
| Wygrana   | 9-2    | Oli Thompson (10-4)               | Decyzja (jednogłośna)               | 3     | 5:00 | KSW 22: Czas Dumy                    | 16.03.2013 | Warszawa      | Eliminator do walki o pas mistrzowski KSW w wadze ciężkiej                                     |
| Wygrana   | 8-2    | Karl Knothe (21-8)                | Decyzja (jednogłośna)               | 3     | 5:00 | KSW 20: Symfonia Walki               | 15.09.2012 | Gdańsk/Sopot  |                                                                                                |
| Wygrana   | 7-2    | David Olivia (6-0)                | Decyzja (jednogłośna)               | 2     | 5:00 | KSW 18: Unfinished Sympathy          | 25.02.2012 | Płock         |                                                                                                |
| Przegrana | 6-2    | Rogent Lloret (9-2-1)             | Decyzja (jednogłośna)               | 2     | 5:00 | KSW 15: Współcześni Gladiatorzy      | 19.03.2011 | Warszawa      |                                                                                                |
| Wygrana   | 6-1    | Arunas Vilius (0-0-1)             | Poddanie (kimura)                   | 2     | 2:16 | KSW 12: Pudzianowski vs. Najman      | 11.12.2009 | Warszawa      | Ćwierćfinał turnieju                                                                           |
| Wygrana   | 5-1    | Mindaugas Maskvytis (1-3)         | Poddanie (duszenie zza pleców)      | 1     | 4:07 | Pro Fight 3                          | 22.02.2009 | Olsztyn       |                                                                                                |
| Wygrana   | 4-1    | Slavomir Molnar (7-4-2)           | Decyzja (jednogłośna)               | 3     | 5:00 | PAMMAA Mistrzostwa Polski Zachodniej | 26.10.2008 | Barlinek      |                                                                                                |
| Wygrana   | 3-1    | Bashkim Gashi (0-1)               | TKO (ciosy pięściami)               | 1     | 2:15 | FCM – XXL Cage Tournament            | 21.09.2008 | Magdeburg     | Finał turnieju                                                                                 |
| Wygrana   | 2-1    | Alexander Schmidt (0-0)           | Poddanie (duszenie za pleców)       | 1     | 1:10 | FCM – XXL Cage Tournament            | 21.09.2008 | Magdeburg     | Walka rezerwowa turnieju                                                                       |
| Przegrana | 1-1    | Aleksiej Olejnik (18-3)           | Poddanie (duszenie trójkątne)       | 1     | 2:34 | KSW 8                                | 10.11.2007 | Warszawa      | Półfinał turnieju                                                                              |
| Wygrana   | 1-0    | Francis Carmont (10-5)            | Decyzja (jednogłośna)               | 3     | 3:00 | KSW 8                                | 10.11.2007 | Warszawa      | Debiut w MMA. Ćwierćfinał turnieju                                                             |

## Filmografia
- 2017: Czerwony punkt (film krótkometrażowy) jako ochroniarz
- 2018: Kobiety mafii (film fabularny) jako „Żaba”
- 2018: Kobiety mafii (serial produkcji Showmax) jako „Żaba”
- 2018: Plagi Breslau jako policjant CBŚ